# ハインツ・レトガー
ハインツ・レトガー（Heinz Röttger、1909年11月6日 - 1977年8月26日）は、ドイツの作曲家、指揮者。

## 生涯
ヘルフォルト出身。1928年から1931年までミュンヘン音楽アカデミーで作曲と指揮を学んだ。1930年からは音楽学も学ぶようになり、1934年に「リヒャルト・シュトラウスの形式の問題について」という論文で博士号を取得した。1933年からバイエルン国立歌劇場でハンス・クナッパーツブッシュの助手となり、1934年から1944年まアウクスブルク市立劇場でカペルマイスターとコレペティートルを務めた。しかし第二次世界大戦中に徴兵され、前線に送られて捕虜になり、1946年に解放された。1948年から1951年までシュトラールズント歌劇場の音楽監督を、1951年から1954年までロストック国民劇場の音楽監督を務め、最終的にデッサウのアンハルト歌劇場の音楽監督となった。1961年、ハレ地区よりヘンデル賞を受賞。1963年、デッサウ市芸術賞を受賞。

## 音楽
初期の作品はリヒャルト・シュトラウスの影響を受けた後期ロマン派音楽によるものであったが、戦後はイーゴリ・ストラヴィンスキー、バルトーク・ベーラ、アルノルト・シェーンベルクなどの近代音楽の影響を受けた。その後多くの作品で十二音技法を採用した。作品の多くは管弦楽曲と舞台音楽であったが、東ドイツ政府が推進した社会主義リアリズムによらずに自分のスタイルを貫き、指揮者としても現代音楽を擁護した。

## 作品

### 管弦楽曲
- 交響曲第1番ニ長調（1935）
- 交響組曲（1936）
- シンフォニエッタ（1937）
- シンフォニエッタ第2番（1941）
- 交響的即興曲（1948）
- シンフォニア・ブレヴィス（1949）
- 管弦楽のためのコンチェルティーノ（1946）
- デッサウ交響曲（1965/66）
- 弦楽のためのシンフォニエッタ（1968）
- オーケストラのための音楽（1972）

### 協奏曲
- ピアノ協奏曲（1951）
- 2つのヴァイオリンとオーケストラのための協奏曲（1969）
- ヴァイオリン・コントラバスと弦楽オーケストラのための協奏曲（1971）
- ヴァイオリン・チェロとオーケストラのための協奏曲（1972）

### オペラ
- 黒騎士（1943）
- カール・ミヒャエル・ベルマン（1952）
- ファエトン（1958）
- トロヤの女性たち（1959）
- パレルモへの道（1964）
- スペイン奇想曲（1976）

### カンタータ
- ボルヒェルト（1957）
- マホメット（1957）

### 室内楽曲
- ヴィオラソナタ（1943）
- 八重奏曲（1948）

## 文献
- Hollfelder, Peter: Die Klaviermusik, Hamburg 1999
- Laux, Karl (Hrsg.): Das Musikleben in der Deutschen Demokratischen Republik, Leipzig o.J.
- Rosenfeld, Gerhard: Begleittext zur CD Hastedt HT 5314 zeitgenossen ost 14: Heinz Röttger: Orchesterwerke